# Aiko Kayō
Pour les articles homonymes, voir Kayo.
Aiko Kayō (嘉陽愛子, Kayō Aiko, ou Kayo, Kayou, surnommée Ai-Pii), 
née le 11 décembre 1985 à Kanagawa au Japon, est une idole japonaise et chanteuse, lancée par la maison de disques Avex Trax en 2003. Elle a sorti deux albums et douze singles en solo jusqu'en 2007, et a participé au groupe temporaire Kingyo (金魚) le temps d'un single cette année-là. Plusieurs de ses chansons ont servi de génériques à des séries anime.

## Discographie

### Albums
En solo

### Singles
En solo
avec Kingyo (Yu Hasebe, Aiko Kayo, Nao Nagasawa)